# М. А. Ульянова с сыном Володей (памятник)
Скульптура «Мария Александровна Ульянова с сыном Володей» — памятник Владимиру Ильичу Ленину и его матери М. А. Ульяновой. Находится у Ленинского мемориала на площади Ленина города Ульяновска. Памятник монументального искусства федерального значения.

## История
Памятник связан с увековечиванием памяти членов семьи Ульяновых — Марии Александровны (1835—1916) и её сына Володи Ульянова (1870—1924). Находится в центральной исторической части города, рядом со зданием музея-квартиры В. И. Ленина — дома, где с 1871 до 1875 года жила семья Ульяновых (ныне Квартира-музей семьи Ульяновых), входит в комплекс Мемориального центра. Лицевой стороной ориентирован на восток. Авторы памятника — скульпторы: Бондаренко Павел Иванович, Комов Олег Константинович, Чернов Юрий Львович, Кирюхин Олег Сергеевич. Памятник установлен 16 апреля 1970 г. в ознаменование 100-летия со дня рождения В. И. Ульянова (Ленина).

## Описание
Открытие монумента приурочили к 100-летнему юбилею В. И. Ленина — 16 апреля 1970 года. Скульптурная группа «М. А. Ульянова с сыном Володей», расположена по адресу: г. Ульяновск, пл. Ленина, 1 (бывшая пл. 100-летия со дня рождения Ленина). Бронзовая скульптура, высотой 3,09 м представлена стоящей фигурой В. Ульянова — мальчика в рубашке навыпуск, облокачивающего правой рукой, на колени сидящей фигуры матери М. А. Ульяновой, обнимающей сына за плечо левой рукой. Скульптура установлена на невысокий постамент из тёмно-красного гранита высотой 0,93 м. Площадка под основанием облицована гранитными плитами того же цвета, что и постамент высотой 0,35 м.
Скульптурная группа «М. А. Ульянова с сыном Володей», является объектом культурного наследия федерального значения на основании постановления Совета Министров РСФСР от 04.12.1974 г. № 624 "О дополнении и частичном изменении Постановления Совета Министров РСФСР от 30 августа 1960 г. № 1327 «О дальнейшем улучшении дела охраны памятников культуры в РСФСР». Приказом Министерства культуры Российской Федерации от 29.12.2012 г. № 2012 данный объект культурного наследия зарегистрирован в едином государственном реестре объектов культурного наследия (памятников истории и культуры) народов Российской Федерации с № 741210004940006.

## Памятник в филателии
- 28.05.1974 г. — художественный маркированный конверт (ХМК). Ульяновск. Скульптура «Мария Александровна Ульянова с сыном Володей» (Художник / фотограф: Зайцев Л.)[5].
- В 1976 году — ХМК. Ульяновск. Скульптура «Мария Александровна Ульянова с сыном Володей». (художник Л. Зайцев) (повторён в 1985 г.).
- 1984 г. — ХМК. Ульяновск. «Филателистическая выставка „Большая Волга — 85“», Ульяновск. (на фоне: «Скульптурная группа М. А. Ульянова с сыном Володей»)[6].
- 1985 г. — ХМК СССР. Ульяновск. «Скульптурная группа М. А. Ульянова с сыном Володей»[7].
- 1987 г. — ХМК СССР. Ульяновск. «Скульптурная группа М. А. Ульянова с сыном Володей»[8].

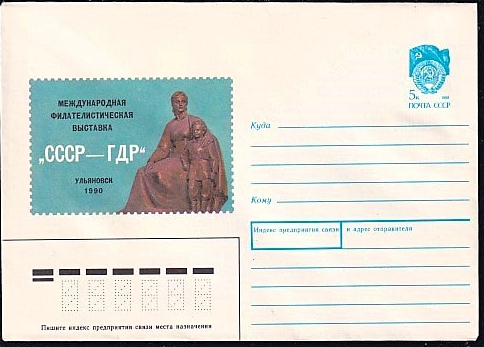
ХМК СССР, 1989 г. Международный. Филателия. Выставка «СССР—ГДР». Ульяновск.
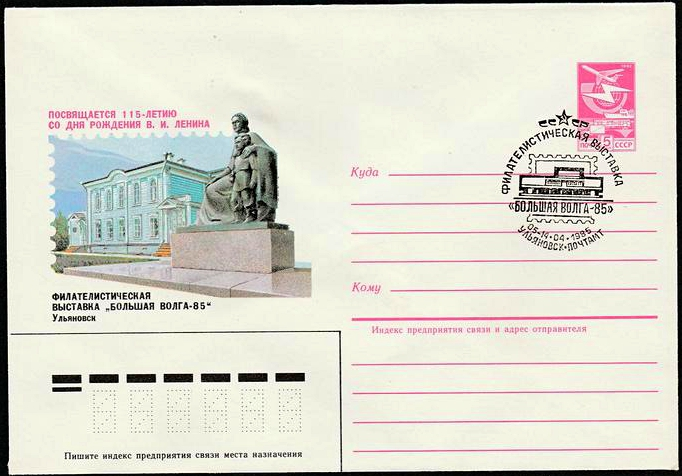
ХМК со спецгашением. Филвыставка "Большая Волга-85". Ульяновск.
КПД СССР, 1985 г. — 150 лет со дня рождения М. А. Ульяновой.
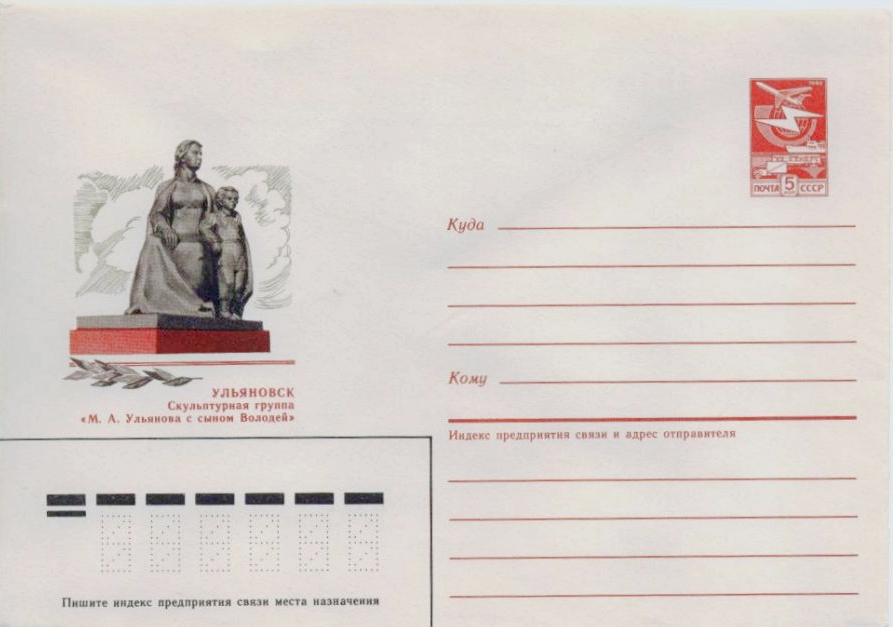
ХМК СССР, 1987. Скульптура М. А. Ульянова с сыном Володей.
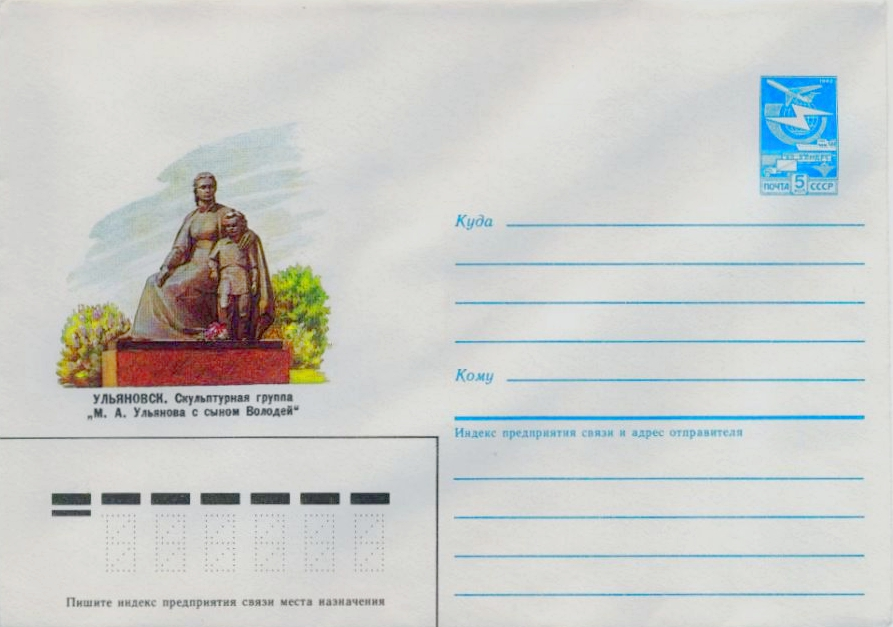
ХМК СССР, 1985. Ульяновск. Скульптура М. А. Ульянова с сыном Володей.
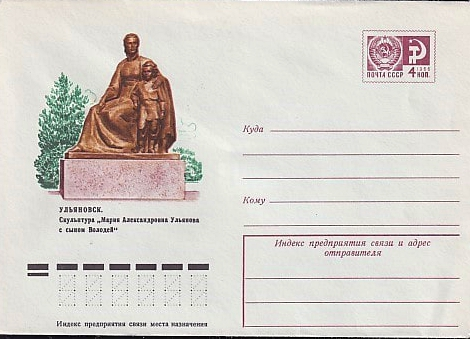
ХМК СССР, 1977 г. Ульяновск. Скульптура «М. А. Ульянова с сыном Володей».

## Галерея

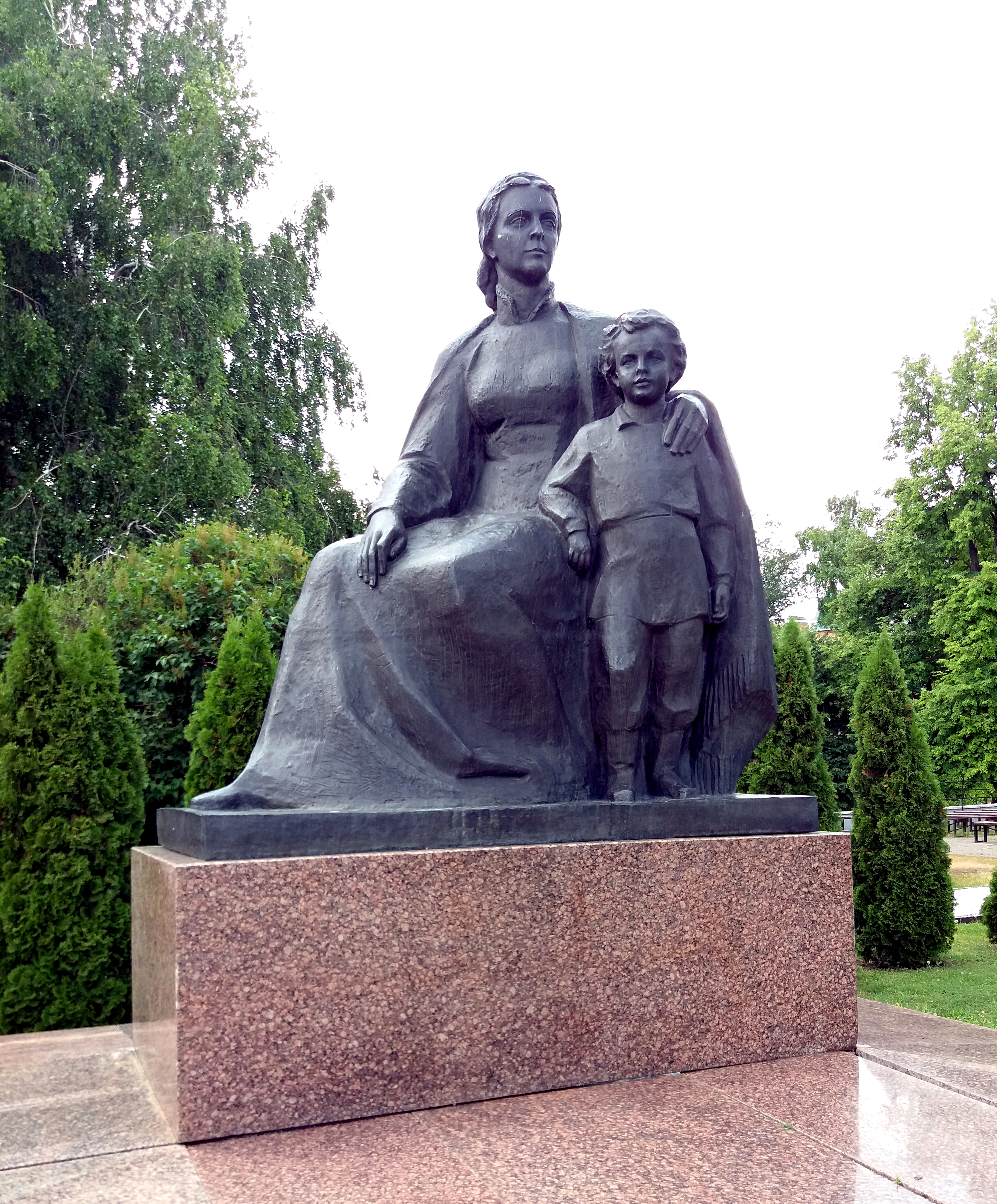
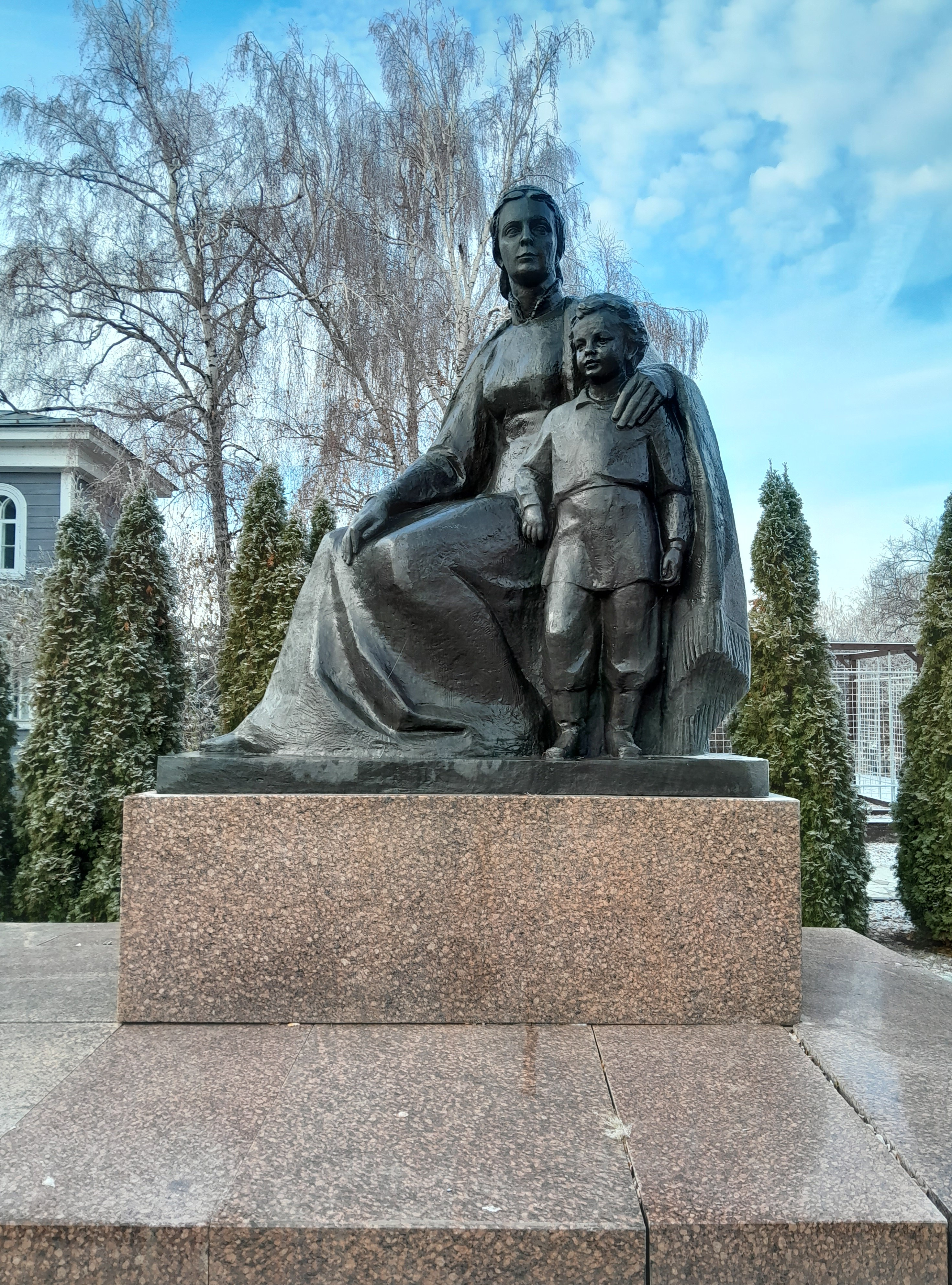
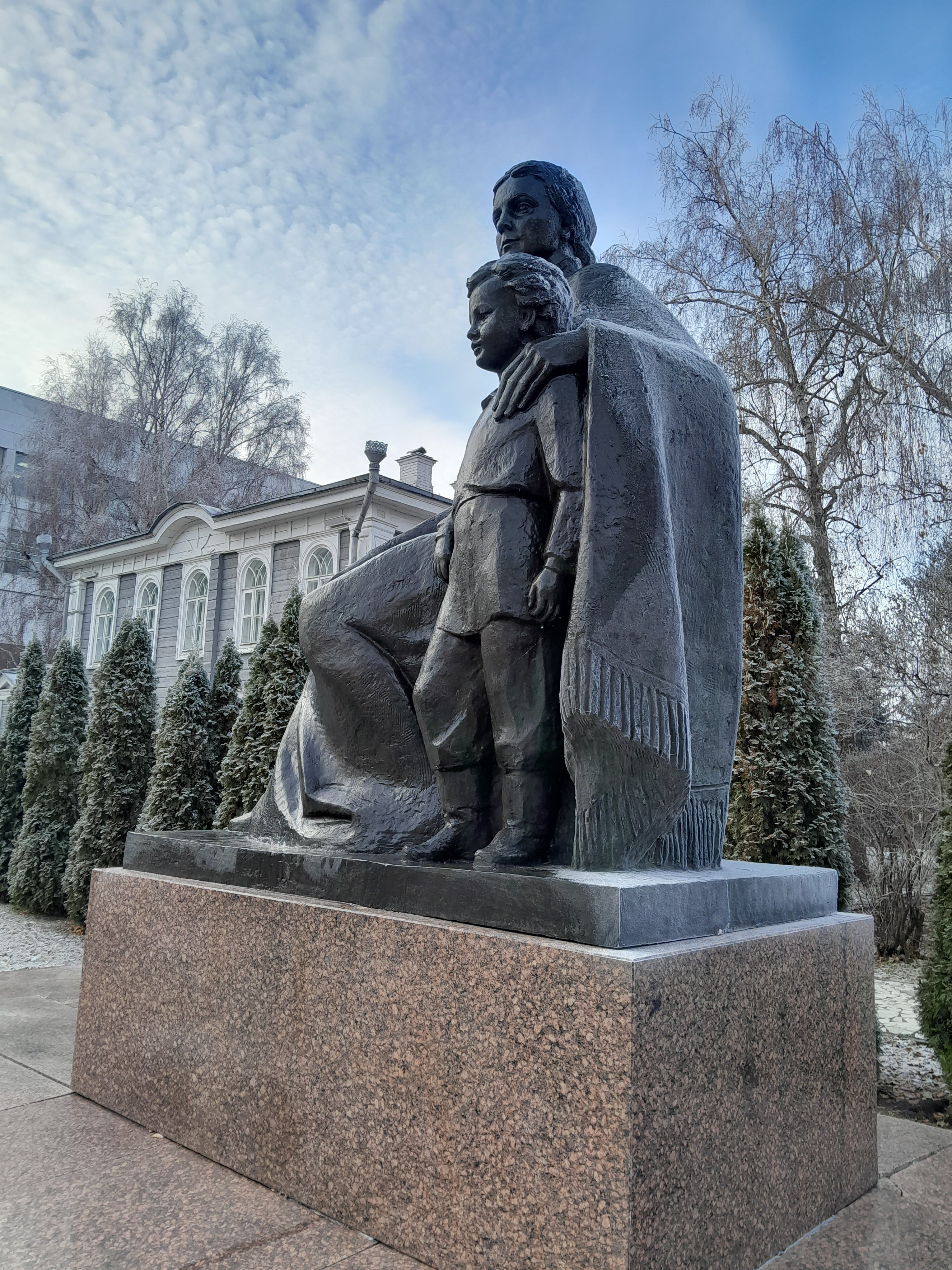
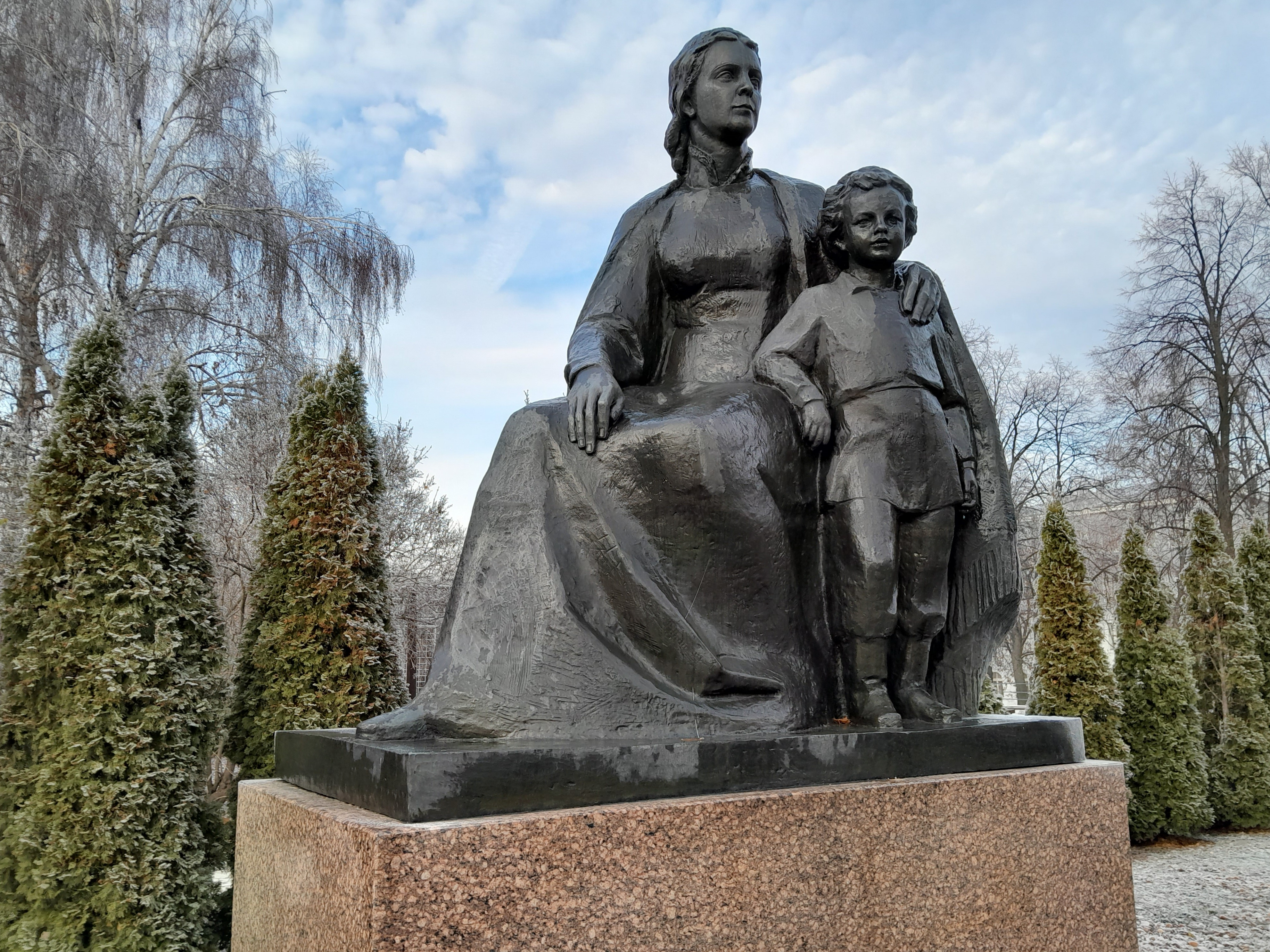